# Keizō Shibusawa
Pour les articles homonymes, voir Shibusawa.
Keizō Shibusawa, 2e vicomte Shibusawa (渋沢 敬三, Shibusawa Keizō), né le 25 août 1896, à Tokyo, au Japon, et décédé à l'âge de 67 ans, le 25 octobre 1963, est un homme d'affaires, banquier et philanthrope japonais.

## Biographie
Né à Tokyo, Keizō Shibusawa est le petit-fils de Shibusawa Eiichi.
Il est gouverneur de la banque du Japon du 18 mars 1944 au 9 octobre 1945. Il est ensuite nommé ministre des Finances dans le bref gouvernement d'après-guerre de Kijūrō Shidehara de 1945 à 1946.
La dissolution des zaibatsu japonais commence à l'époque où il est ministre des Finances .
Shibusawa s'est beaucoup impliqué dans la constitution du cœur de la collection du musée national d'ethnologie à Osaka.